# Bronisław Kwiatkowski
Bronisław Kwiatkowski (ur. 5 maja 1950 w Mazurach, zm. 10 kwietnia 2010 w Smoleńsku) – generał Wojska Polskiego.
Oficer wojsk pancernych i powietrznodesantowych. Od 1969 roku służył w Siłach Zbrojnych. Dowodził Polskim Kontyngentem Wojskowym w Syrii, 6 Brygadą Desantowo-Szturmową oraz Wielonarodową Dywizją Centrum-Południe w Iraku. W latach 2005–2007 zajmował stanowisko zastępcy dowódcy 2 Korpusu Zmechanizowanego, następnie dowódca operacyjny Sił Zbrojnych.

## Wykształcenie
Bronisław Kwiatkowski urodził się 5 maja 1950 roku w Mazurach, miejscowości w powiecie kolbuszowskim, gminie Raniżów. Ukończył Technikum Leśne w Krasiczynie. W 1973 roku ukończył Wyższą Szkołę Oficerską Wojsk Zmechanizowanych we Wrocławiu. Absolwent także Akademii Sztabu Generalnego Wojska Polskiego w Warszawie (lata 1977–1980) oraz Akademii Dowodzenia Związkowych Sił Zbrojnych Niemiec (niem. die Bundeswehr, lata 1990–1992) w Hamburgu. Znał języki: angielski, niemiecki i rosyjski.

## Służba wojskowa
Na pierwsze stanowisko liniowe – dowódcy plutonu – skierowano go do 29 Pułku Czołgów 11 „Drezdeńskiej” Dywizji Pancernej w Żaganiu. W 1974 roku został dowódcą kompanii w tej jednostce wojskowej. W latach 1980–1982 kierował sztabem 16 Batalionu Powietrznodesantowego z Krakowa, po czym służył w Dowództwie 6 „Pomorskiej” Dywizji Powietrznodesantowej w Krakowie, od 1986 roku 6 „Pomorskiej” Brygady Powietrznodesantowej, a od 1989 roku 6 Brygady Desantowo-Szturmowej im. gen. bryg. Stanisława Sosabowskiego. Pełnił kolejno funkcje oficera operacyjnego (lata 1982–1983), szefa Wydziału Operacyjnego (lata 1983–1986) oraz szefa Sztabu (lata 1986–1990).
W 1990 został szefem Oddziału Operacyjnego w Zarządzie Operacyjnym Sztabu Generalnego Wojska Polskiego w Warszawie, a od 1993 roku był szefem Oddziału Rozpoznania i Walki Radioelektronicznej w Sztabie Krakowskiego Okręgu Wojskowego w Krakowie. W latach 1995–1996 dowodził Polskim Kontyngentem Wojskowym w ramach misji pokojowej ONZ rozdzielania wojsk na Wzgórzach Golan (UNDOF). Następnie objął stanowisko dowódcy 6 Brygady Desantowo-Szturmowej im. gen. bryg. Stanisława Sosabowskiego w Krakowie.
W 2000 roku wyznaczono go szefem Sztabu Korpusu Powietrzno-Zmechanizowanego w Krakowie, który w 2002 roku przeformowano na 2 Korpus Zmechanizowany. W 2003 roku został zastępcą dowódcy Wielonarodowej Dywizji Centrum-Południe, w ramach I zmiany Polskiego Kontyngentu Wojskowego w Iraku po II wojnie w Zatoce Perskiej. Po powrocie do Polski w 2004 roku był zastępcą dyrektora Centrum Szkolenia Sił Pokojowych NATO (ang. Joint Force Training Center) w Bydgoszczy. W 2005 roku ponownie przebywał w Iraku jako Szef Szkolenia Misji Szkoleniowej NATO (ang. NATO Training Mission – Iraq). Następnie był zastępcą dowódcy 2 Korpusu Zmechanizowanego. 15 sierpnia 2005 otrzymał awans na stopień generała dywizji.
Od 18 lipca 2006 roku do 24 stycznia 2007 roku dowodził Wielonarodową Dywizją Centrum-Południe podczas VII zmiany Polskiego Kontyngentu Wojskowego na misji stabilizacyjnej w Iraku. 20 kwietnia 2007 roku został wyznaczony na dowódcę Dowództwa Operacyjnego SZ. 3 maja 2007 roku prezydent Lech Kaczyński awansował gen. dyw. Bronisława Kwiatkowskiego na stopień wojskowy generała broni. W związku z reorganizacją, w dniu 15 sierpnia 2007 roku objął stanowisko dowódcy operacyjnego Sił Zbrojnych. Jego służba wojskowa miała zakończyć się 5 maja 2010, po czym generał miał przejść na emeryturę.

## Śmierć i pogrzeb

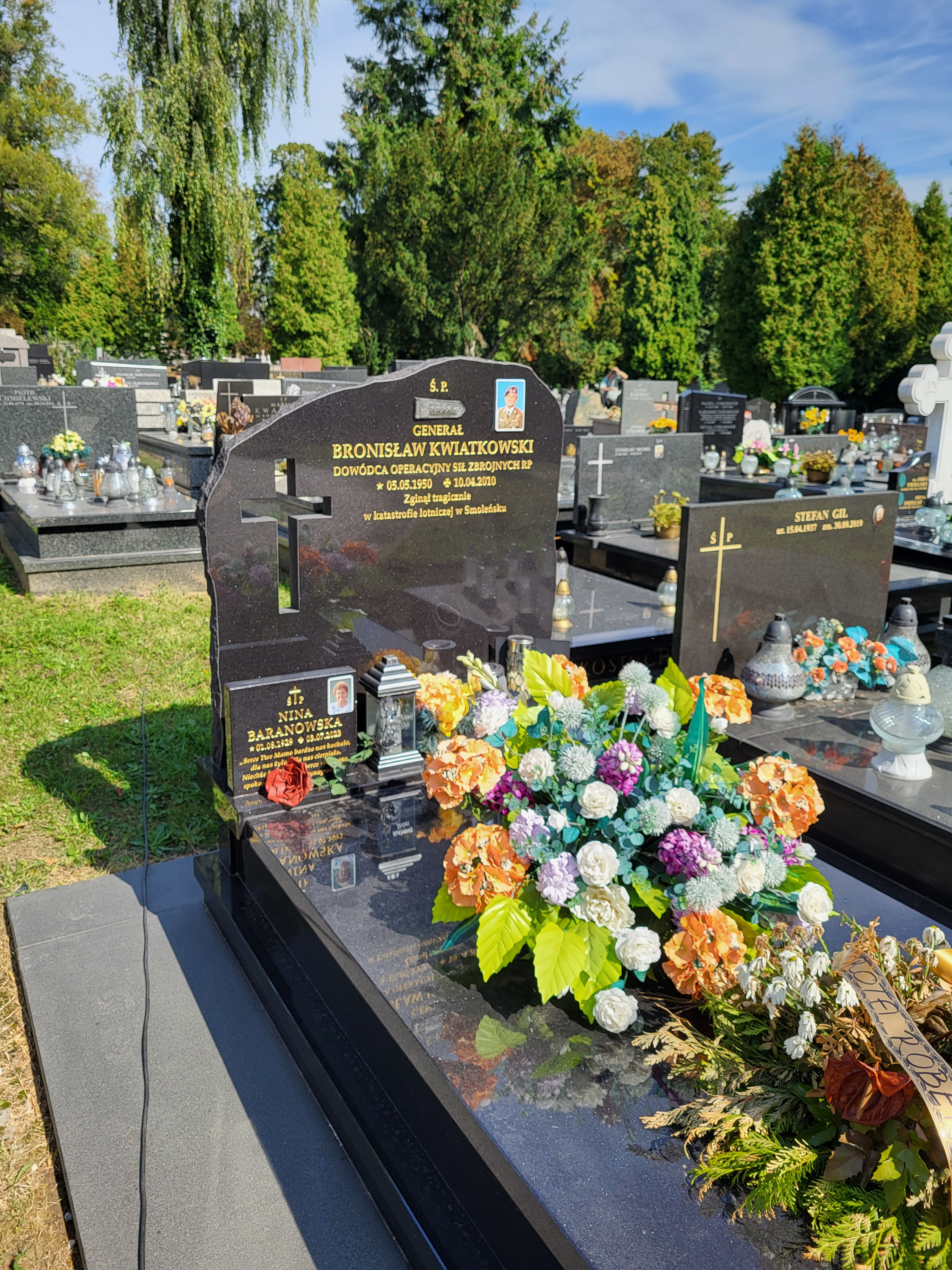
Grób gen. Bronisława Kwiatkowskiego na Cmentarzu Salwatorskim w Krakowie

Zginął 10 kwietnia 2010 w katastrofie polskiego samolotu Tu-154M w Smoleńsku w drodze na obchody 70. rocznicy zbrodni katyńskiej. 15 kwietnia 2010 marszałek Sejmu Bronisław Komorowski, wykonujący obowiązki Prezydenta RP, postanowieniem Nr 112-8-2010 mianował go pośmiertne generałem. 24 kwietnia 2010 Bronisław Kwiatkowski został pochowany na Cmentarzu Salwatorskim w Krakowie (sektor W-6-29). 
Jego ciało zostało ekshumowane 4 kwietnia 2017 w związku z prowadzonym w Prokuraturze Krajowej śledztwem w sprawie katastrofy smoleńskiej. Śledztwo wykazało, że w jego grobie znajdowały się elementy ciał 7 innych osób. Fragmenty ciała gen. Kwiatkowskiego odkryto z kolei w grobach innych ofiar katastrofy. Został ponownie pochowany na tym samym cmentarzu 6 kwietnia 2018.

## Rodzina
Był żonaty z Krystyną, z którą miał dwie córki, Kamilę i Edytę.

## Ordery i odznaczenia
- Krzyż Komandorski Orderu Odrodzenia Polski (2010, pośmiertnie)[12]
- Krzyż Oficerski Orderu Odrodzenia Polski (2004)[13]
- Krzyż Kawalerski Orderu Odrodzenia Polski (2000)[14]
- Krzyż Komandorski Orderu Krzyża Wojskowego (2006)[15]
- Złoty Krzyż Zasługi
- Złoty Medal „Siły Zbrojne w Służbie Ojczyzny”
- Srebrny Medal Siły Zbrojne w Służbie Ojczyzny
- Brązowy Medal Siły Zbrojne w Służbie Ojczyzny
- Złoty Medal „Za Zasługi dla Obronności Kraju”
- Medal Złoty za Długoletnią Służbę (2009)[16][17]
- Medal „Za zasługi dla Stowarzyszenia Kombatantów Misji Pokojowych ONZ”
- Krzyż Oficerski Legii Zasługi USA (2011, pośmiertnie)[18]
- Medal 100-lecia ustanowienia Sztabu Generalnego Wojska Polskiego – 2018, pośmiertnie[19]
- Medal Pamiątkowy Wielonarodowej Dywizji Centrum-Południe w Iraku
- Wielki Oficer Orderu Zasługi (2008, Portugalia)[20]
- Medal ONZ za misję UNDOF
- Odznaka Instruktora Spadochronowego
- Odznaka honorowa „Zasłużony dla Województwa Podkarpackiego” (pośmiertnie, 2010)[21]

## Upamiętnienie

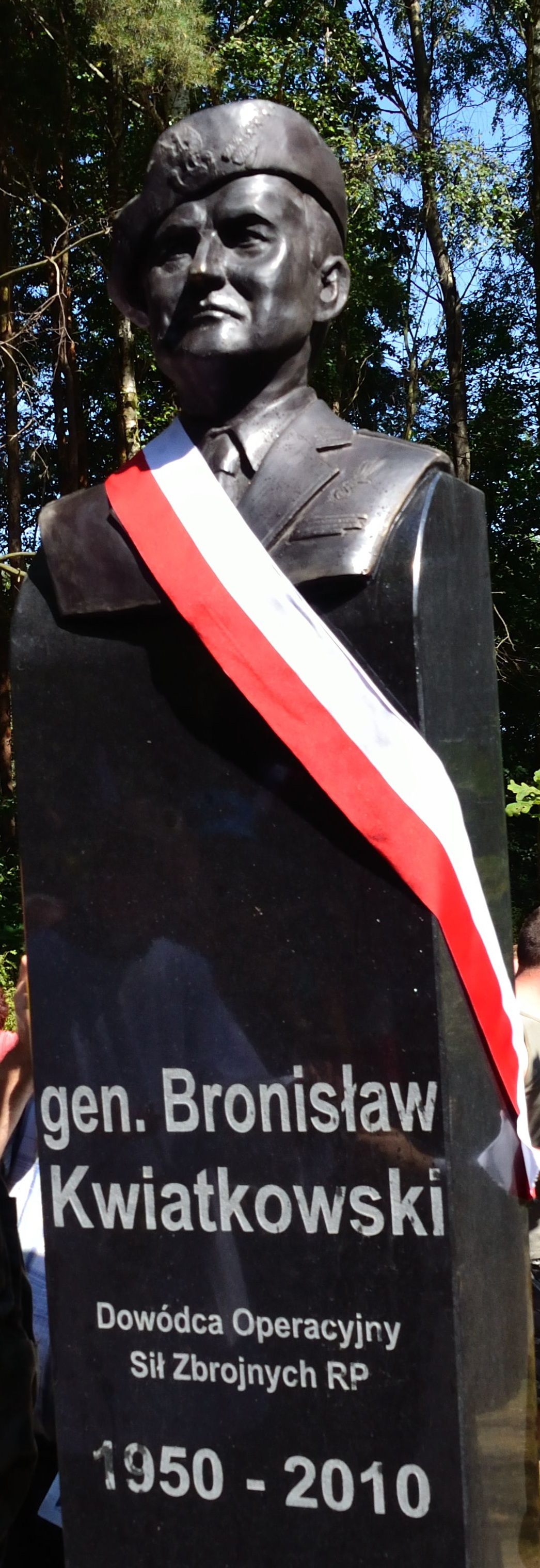
Pomnik gen. B. Kwiatkowskiego w Panteonie Bohaterów Sanktuarium Narodowego w Ossowie

- 12 sierpnia 2010 w siedzibie Dowództwa Operacyjnego Sił Zbrojnych przy ul. Radiowej 2 w Warszawie odsłonięto tablicę pamiątkową upamiętniającą gen. Bronisława Kwiatkowskiego[22]
- 13 sierpnia 2010 odsłonięto poświęconą mu tablicę pamiątkową w kościele garnizonowym św. Agnieszki w Krakowie[23]
- 24 marca 2011 roku popiersie gen. Bronisława Kwiatkowskiego odsłonięto w Dowództwie Operacyjnym Sił Zbrojnych w Warszawie[24]
- 10 września 2011, imię Bronisława Kwiatkowskiego nadano szkole podstawowej w Mazurach, rodzinnej wsi generała[25].
- 15 sierpnia 2015 popiersie Bronisława Kwiatkowskiego zostało odsłonięte w Panteonie Bohaterów Sanktuarium Narodowego na Cmentarzu Poległych w Bitwie Warszawskiej w Ossowie[26].
- Admirał floty Andrzej Karweta oraz generałowie Bronisław Kwiatkowski i Andrzej Błasik zostali upamiętnieni w filmie dokumentalnym autorstwa Anity Gargas pt. W imię honoru z 2016, w których wystąpiły ich małżonki[27][28].